# Air Force Cyber Command
L'USAF Cyber Command (AFCYBER) annoncé en septembre 2006 a été créé le 18 septembre 2007 sous le surnom d'AFCYBER (P) à titre provisoire par Michael W. Wynne, alors secrétaire de l'United States Air Force.
Il était annoncé à l'origine passera au rang de « Commandement majeur » de l'US Air Force quand cette structure sera complètement opérationnelle d'ici octobre 2009 mais, le 6 octobre 2008, on annonce qu'il ne sera pas activé, sa mission étant transférée au 28th Air Force qui constituent l'apport de l'USAF au nouveau United States Cyber Command.

## Mission
Cette nouvelle entité chargée de la guerre de l'information a trois missions principales :
- maintenir et protéger la cyber-infrastructure de l'USAF pour assurer un accès constant et sûr pour chacun de se membres et pour protéger les données ;
- défendre la cyber-infrastructure pour éviter tout brouillage et autre piratage informatique.
- attaquer les infrastructures adverses.

## Organisation
Basé à Barksdale Air Force Base en Louisiane, il a été commandé par le major-général William T. Lord.
Il a été créé à partir de la 8th Air Force dont elle devait reprendre le 67th Network Warfare Wing et d'autres ressources.